# Bauerngarten

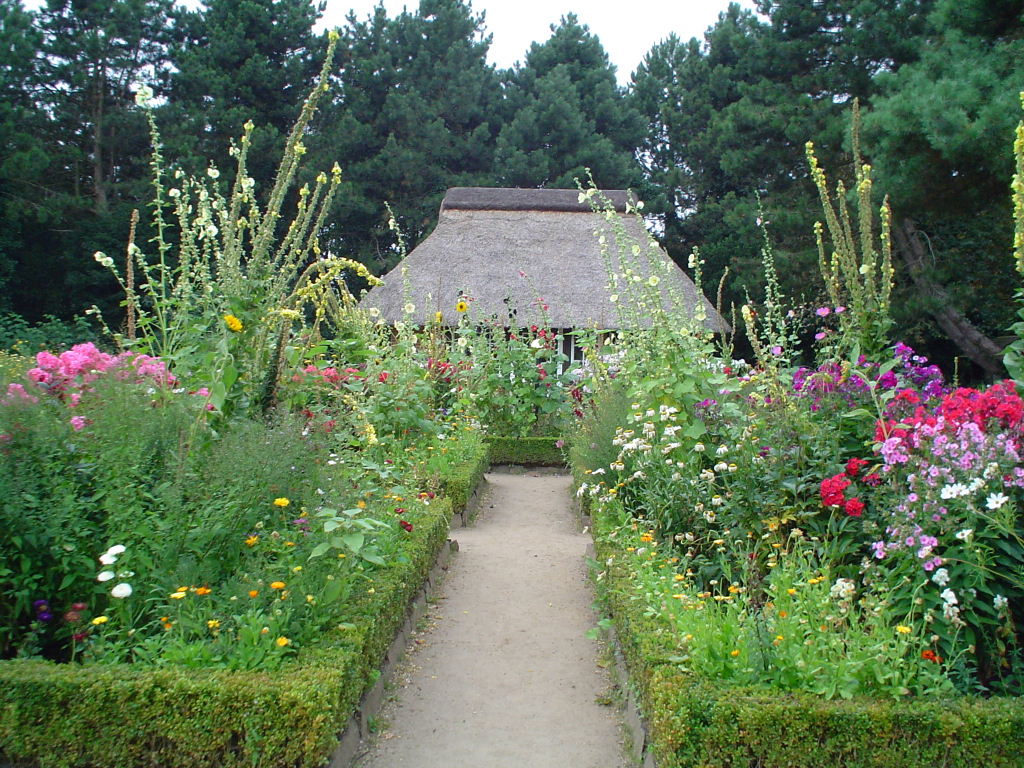
Bauerngarten im Botanischen Garten, Hamburg

Der Begriff Bauerngarten stand bis in die zweite Hälfte des 19. Jahrhunderts allgemein für Gärten, die von Bauern angelegt und bewirtschaftet wurden. Seither wird darunter ein bestimmter Stil von Hausgärten verstanden.

## Geschichte

### Entstehung

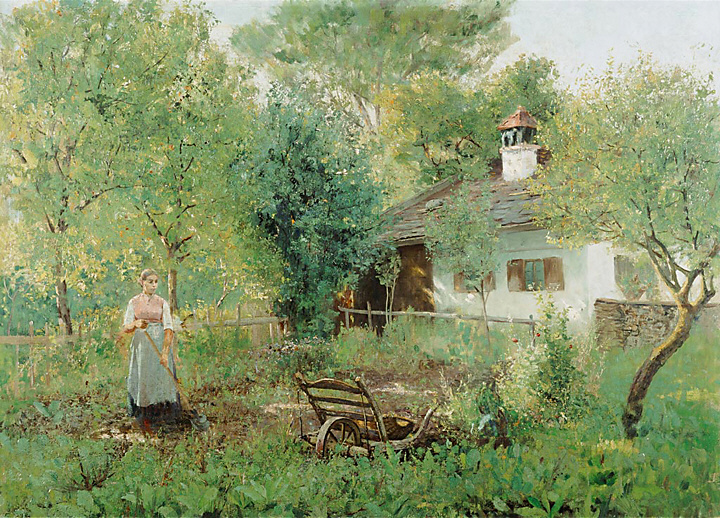
Johann Sperl: Mädchen im Bauerngarten, um 1885

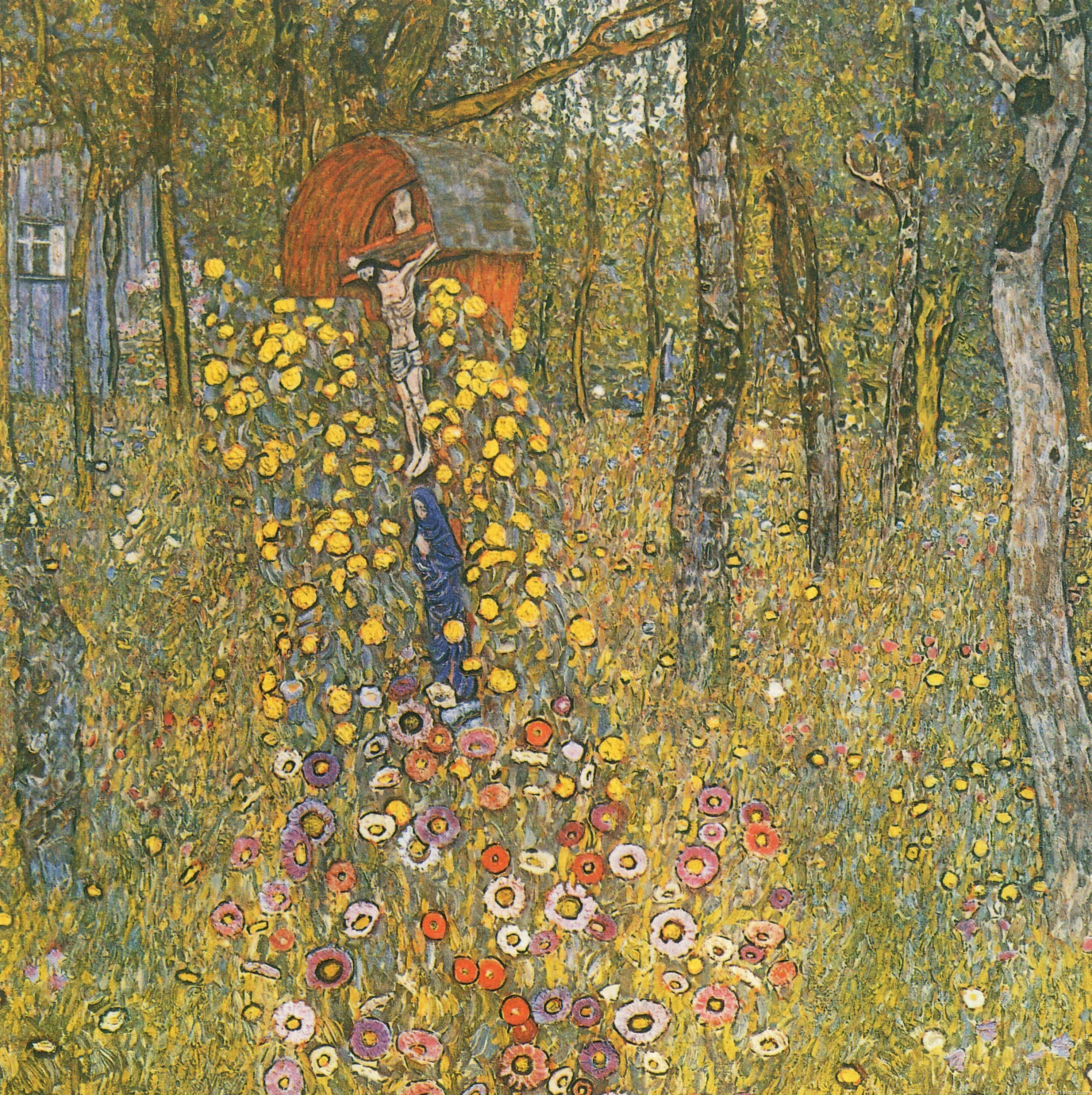
Gustav Klimt (1862–1918): Bauerngarten mit Kruzifix, 1911–1912.

Entsprechend dem sozialen und wirtschaftlichen Stand der Bauern fanden Nutzpflanzen für Haus-, Hof- und Stalltiere in einem höheren Maß Berücksichtigung als reine Zierpflanzen und eine Ordnung nach ästhetischen Prinzipien. In der darstellenden Kunst wurde der Bauerngarten gern als ungepflegt im Sinne einer idyllischen Wildnis verklärt. Eine wissenschaftlich definierte eigenständige Gartenform war er nie.
Mit der Schrift Flora der Bauerngärten in Deutschland von Anton Kerner aus dem Jahr 1855 wurde der Begriff des „Bauerngartens“ als Typus eingeführt. Dieser entsprach allerdings nicht einer gärtnerischen Realität, sondern gründete mehr in „tümelnden“ romantischen Vorstellungen des späten 19. Jahrhunderts. Die Idee verselbständigte sich, so dass erstmals 1913 ein scheinbar authentisch nachempfundener Bauerngarten im Botanischen Garten Hamburg Einzug hielt.
Bauerngärten vor 1900 entsprachen nicht dem Bild, das mittlerweile von Bauerngärten vermittelt wird. Manchmal reichten Ackerflächen bis dicht ans Haus, oft mit eingestreutem Obst, oder es wurden Freiflächen für das Vieh vorgehalten. Die Anlage der Gärten wurde durch die Gärten der Klöster, der Lehrer, Pastoren und Apotheker beeinflusst. Eine einheitliche Form der Gartengestaltung gab es vor der Konstruktion des „idealen“ Bauerngartens in der zweiten Hälfte des 19. Jahrhunderts nicht.
Gegen Ende des 19. Jahrhunderts, beim Übergang zum Industrie-Zeitalter, waren es die Stadt und deren Bürgertum, die dem privaten Garten eine neue Bedeutung zukommen ließen. Dem einen war er das „Idyll“ mit Blumen, geschnittenen Hecken und Gartenlaube, dem anderen ermöglichte er es, für sich Kräuter, Obst und Gemüse anzubauen. Angesichts zunehmender Verstädterung, des Wachsens der Industrie, das mit zunehmender Umweltverschmutzung einherging, kam es zu rückwärtsgewandten, verklärenden Fantasien, auch hinsichtlich angeblich überkommener Bauerngärten.

### Bauerngarten Hamburger Art

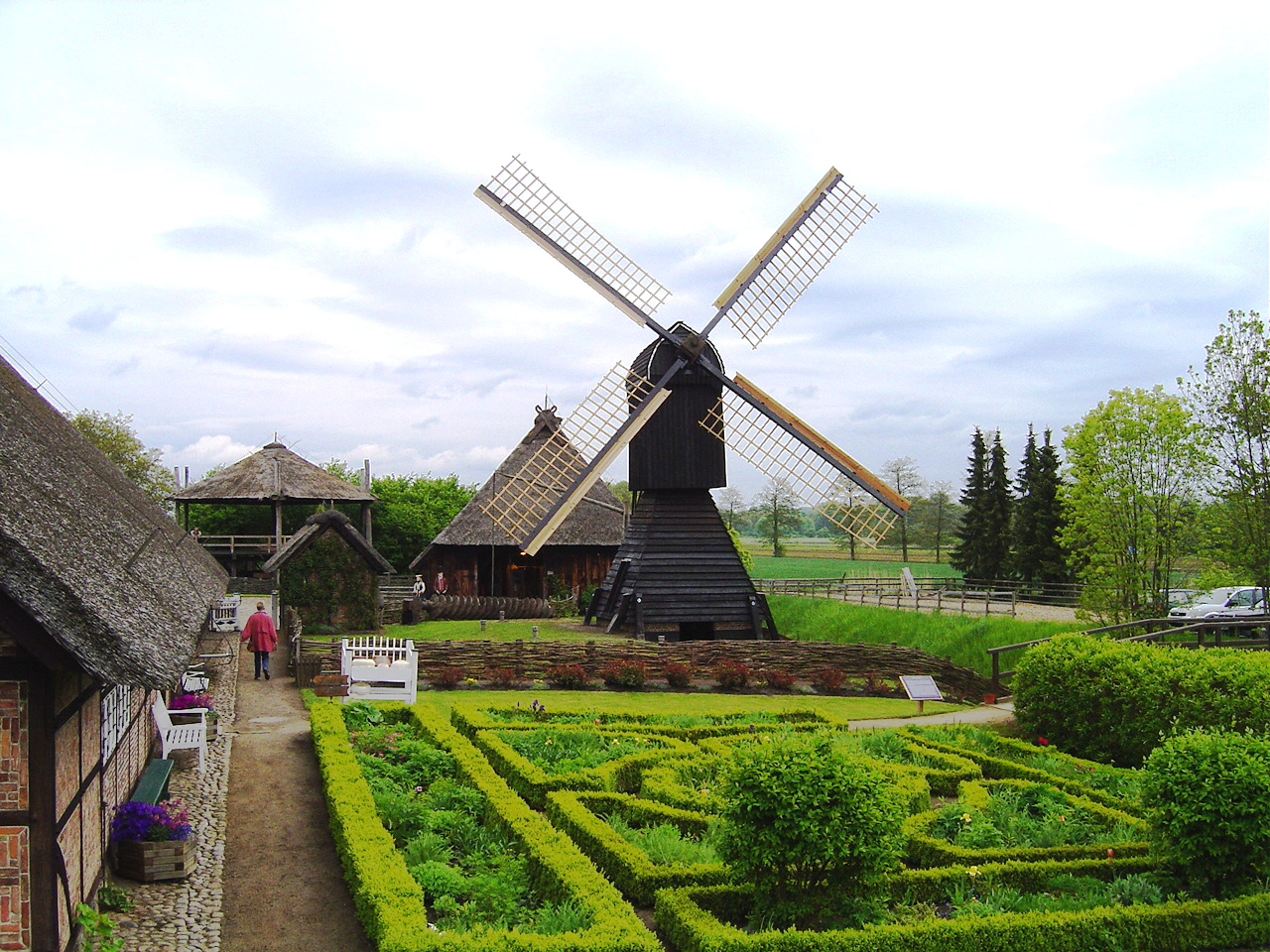
Bauerngarten beim Museum Rieck-Haus in Vierlanden in Hamburg

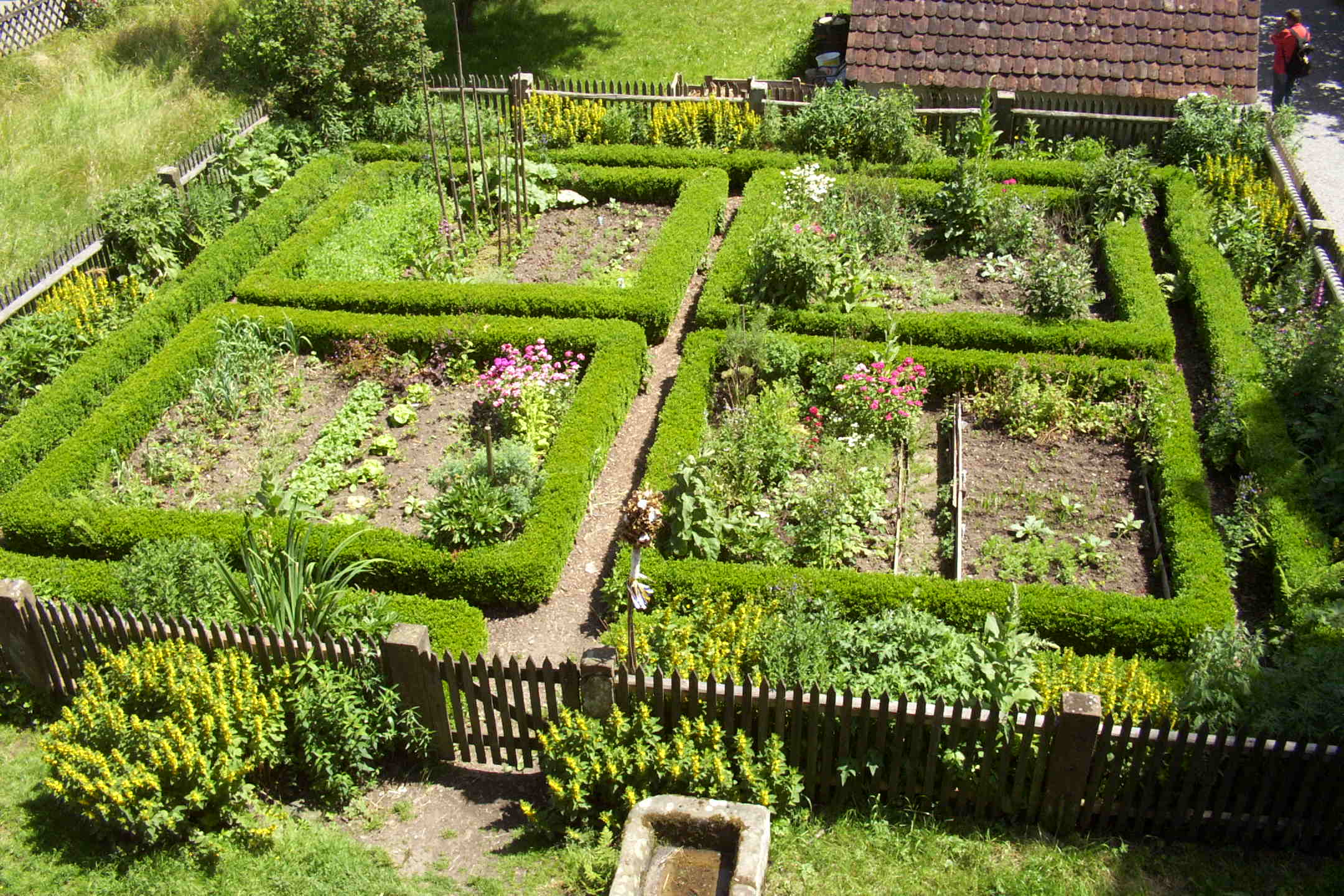
Museumsgarten Vogtsbauernhof im Schwarzwald

Der Bauerngarten im Botanischen Garten Hamburg wurde mit dem Ziel errichtet, auf relativ kleiner Fläche einen Vorschlag eines Bauerngartens darzustellen: wo Pflanzen sowohl nach ihrer biologischen Kategorie (Kräuter, Gemüse, Obst), als auch nach ästhetischen Prinzipien geordnet sind. Der Bauerngarten Hamburger Art zeichnet sich durch folgende Merkmale aus:
1. die überwiegende Anpflanzung von Gemüse und Kräutern,
2. eine rechteckige oder quadratische Anlage mit einem Wegekreuz und
3. eine Einfriedung, meist durch einen Zaun, manchmal durch eine Mauer oder eine Hecke.

In der Mitte des Wegekreuzes befindet sich oft ein Rondell, häufig mit einer Wasserstelle, oder ein rundes Blumenbeet oder ein kleiner Baum. Buchsbaumhecken zur Einfassung der Beete oder des gesamten Gartens sind typisch. Meistens werden auch Blumen, häufig Stauden, angepflanzt. Zur Ausstattung eines Bauerngartens gehört in vielen Fällen Beerenobst, zuweilen stehen an seiner Nordseite Obstbäume. Entsprechend weisen Bauerngärten eine klare Struktur auf und sind fast immer geometrisch angelegt.
An Stelle authentischer Vorbilder (bis 1900 sind Gärten dieser Art nirgends nachweisbar) wurden nahezu alle Richtungen der Gartenkultur angewandt. Entgegen weit verbreiteter Ansicht und Beschreibungen ist es keine traditionelle Gartenform. Viele „Bauerngärten“ sind jedoch identische oder weiterentwickelte Kopien des Hamburger Muttergartens. Insofern ist der Bauerngarten eine „Inszenierung“ für pädagogische Zwecke, dessen Anlage und Unterhaltung entsprechendes Wissen und großen Aufwand verlangen. Das mag der Grund dafür gewesen sein, dass sich Gärten dieser Art im Bereich der Privatgärten zunächst kaum durchsetzen konnten.

### Gegenwart
Nach zahlreichen bunt bebilderten Veröffentlichungen moderner und bisweilen romantisierender Abwandlungen kam es seit den 1980er Jahren in Deutschland zu einer kleinen Renaissance des Bauerngartens. Solche oder ähnliche Gartenformen wurden nun in privaten Kleingärten nachgestaltet. Dazu beigetragen haben Bauerngärten in Freilichtmuseen und entsprechenden Anlagen, die für den Fremdenverkehr angelegt wurden.